# 阿史那怀道
阿史那怀道（?—?），又作史怀道，唐朝突厥族将领，西突厥继往绝可汗，阿史那斛瑟罗之子。
长安四年（704年），武则天以阿史那怀道袭父爵为濛池都护、继往绝可汗，又称十姓可汗，统辖十姓。神龙年间，授右屯卫大将军，光禄卿，转任太仆卿兼濛池都护。神龙二年（706年），持节赴突骑施牙帐，封娑葛袭任怀德那王。以后事迹不详。景龙二年（708年），唐朝以阿史那献为十姓可汗、碛西节度使。